# Де Соуза, Жуан Виктор
Жуа́н Ви́ктор де Со́уза Мене́зес (порт.-браз. João Victor de Souza Menezes; род. 16 июня 2006) — бразильский футболист, защитник клуба «Сантос».

## Клубная карьера
Соуза — воспитанник клуба «Сантос». 11 февраля 2024 года в поединке Лиги Паулиста против «Мирасола» Жуан дебютировал за основной состав. 

## Международная карьера
В 2023 году в составе юношеской сборной Бразилии Соуза стал победителем юношеского чемпионата Южной Америки в Эквадоре. На турнире он сыграл в матчах против сборных Колумбии, Уругвая, Венесуэлы, Парагвая, Аргентины, Эквадора и дважды Чили. 
В том же году Соуза принял участие в юношеском чемпионате мира в Индонезии. На турнире он сыграл в матчах против команд Ирана, Новой Каледонии, Англии и Аргентины. 

## Достижения
Сборная Бразилии
- Чемпион юношеского чемпионата Южной Америки (до 17 лет): 2023